# Cathédrale de Dunkeld
La cathédrale de Dunkeld est une cathédrale située sur la rive nord du Tay  à Dunkeld, en Écosse. 
Construite en grès avec une dominante grise, la cathédrale a été commencée en 1260 et achevée en 1501. Elle se trouve sur le site de l'ancien monastère Culdee de Dunkeld.
En raison de la durée de la construction, la cathédrale possède une architecture mixte. Des éléments gothiques et Normands se mêlent sur l'ensemble du bâtiment. Bien que partiellement en ruines, la cathédrale est utilisée régulièrement et est ouvert au public. Le petit chapitre « House Museum » propose une collection de reliques de l'époque médiévale et monastique, et des expositions d'histoire locale.
Les reliques de Saint Colomba d'Iona, y compris ses os, auraient été maintenues à Dunkeld jusqu'à la Réforme écossaise, date à laquelle elles ont été déplacées en Irlande.

## Illustrations
- Les photos de la cathédrale de Dunkeld sur Commons

## Source
- (en) Cet article est partiellement ou en totalité issu de l’article de Wikipédia en anglais intitulé « Dunkeld Cathedral » (voir la liste des auteurs).